# 鷺山京子
鷺山 京子（さぎやま きょうこ、1951年2月7日 - ）は、茨城県出身の映画・テレビドラマ作品の脚本家、小説家。しばしば鷲山京子（わしやまきょうこ）と誤記されているが、鷺山京子が正しい表記である。別名義に瑞樹かりん・三田ゆい子がある。石森史郎の弟子。

## 来歴・人物
高校生時代にロマン・ポランスキーの作品に感銘を受け、映画監督を目指して、日本大学芸術学部に入学。演出コースを専攻する。しかし映像製作の実習を経験して、体力を使う撮影現場の仕事の難しさを感じるようになり、脚本家に志望を転換。石森史郎が講師を務めていた大学のシナリオゼミに出席したことをきっかけに、石森に師事する。当時の同じ門下生には土筆勉、中原朗らがいた。
1974年にテレビアニメ『てんとう虫の歌』で、脚本家デビュー。その後は主に東映製作の特撮テレビドラマ等に多数携わっており、その頃これらの作品で共働していた杉村升、曽田博久とともにゲーム開発会社であるフラグシップに在籍し、ゲームシナリオに携わっていた時期もある。2007年には『人形アニメーション リカちゃん』で、テレビ番組としては初めて全話の脚本を手がけた。2008年に、久々にインタビューに答えている。
『重甲ビーファイター』で小林靖子は鷺山の名義を借りる形で作品を発表したという。同作品で鷺山は7話分を担当しており、このうちどれが該当の話であるかまではこのインタビューでは明かされなかったが、後にその話は第11話『怒りロボ大暴走』であることが明らかになった。

## 主な作品

### 特撮
- ザ・カゲスター（1976年）
- 5年3組魔法組（1976年）
- 仮面ライダーシリーズ
  - 仮面ライダー (スカイライダー)（1979年）
  - 仮面ライダースーパー1（1980年）
  - 仮面ライダーBLACK（1987年）
  - 仮面ライダーBLACK RX（1988年）
- スーパー戦隊シリーズ
  - 大戦隊ゴーグルファイブ（1982年）
  - 科学戦隊ダイナマン（1983年）
  - 超電子バイオマン（1984年）
  - 電撃戦隊チェンジマン（1985年）
  - 恐竜戦隊ジュウレンジャー（1992年）
- 兄弟拳バイクロッサー（1985年）
- メタルヒーローシリーズ
  - 機動刑事ジバン（1989年）
  - 特警ウインスペクター（1990年）
  - 特救指令ソルブレイン（1991年）
  - 特捜エクシードラフト（1992年）
  - 特捜ロボ ジャンパーソン（1993年）
  - ブルースワット（1994年）
  - 重甲ビーファイター（1995年）
    - 第11話は実質小林靖子の単独執筆。

  - ビーファイターカブト（1996年）

### テレビドラマ
- がんばれ!レッドビッキーズ（1978年）
- それゆけ!レッドビッキーズ（1980年）
- ハウスこども劇場

### 時代劇
- 達磨大助事件帳（1977年）
- 暴れん坊将軍V（1993年）

### アニメ
- てんとう虫の歌（1974年）※脚本家デビュー作
- まんがはじめて物語（1979年-）
- Theかぼちゃワイン（1982年）
- 魔法のプリンセス ミンキーモモ 第1作（1982年）
- 21世紀まんがはじめて物語（2001年）
- アニメモンチッチ（2005年）
- 人形アニメーションリカちゃん（2007年）
- 女子医学教育にかけた生涯～吉岡彌生物語～(2008年、教育アニメ映画）

### 映画
- 仮面ライダーBLACK 恐怖!悪魔峠の怪人館（1988年）
- スーパー戦隊ワールド（1994年）

### ビデオ
- リホちゃんナビスケの裁判所ってどんなとこ?（小学生向け裁判所広報用ビデオ）

### 小説
- おしゃれブティックのひみつ（「朝の読み物・ハートがあたたかくなる話」に収録）
- 愛と哀しみのトウシューズ（ダイソーロマンスシリーズ）瑞樹かりん名義

### ノベライズ
三田ゆい子名義
- 1%の奇跡（上・下）
- 星に願いを（上・下）
- イヴの全て（上・下）
- マジック（上・下）
- ナイスガイ（上・下）

### 人形劇
人形劇団「オフィスやまいも」用の脚本
- ヘンゼルとグレーテル
- あいさつのきらいな王様（原作 はやしたかし）
- カッパの三吉
- びんぼう神とふくの神
- 赤ずきんちゃん
- 町のねずみといなかのねずみ

### CDドラマ
- 仮面ライダーBLACK 歌とアクション
- 妖精たちのクリスマス（フェアリーテイル）（企画 小原乃梨子）

## 関連人物
- 阿部征司（デビュー当時から付き合いがあった）
- 吉川進
- 鈴木武幸
- 堀長文
- 杉村升
- 宮下隼一
- 曽田博久
- 小林靖子